# Sportovní Klub Slavia Praha 1927-1928
Questa voce raccoglie le informazioni riguardanti lo Sportovní Klub Slavia Praha nelle competizioni ufficiali della stagione 1927-1928.

## Avvenimenti
Lo Slavia Praga chiude al secondo posto il campionato 1928 dietro al Viktoria Žižkov ma davanti ai rivali dello Sparta Praga.
Nella Coppa Mitropa elimina l'Újpest (6-2) ma si arrende al Rapid Vienna (4-3).

## Rosa
| N. |                           | Ruolo | Calciatore         |
| -- | ------------------------- | ----- | ------------------ |
|    | Cecoslovacchia (bandiera) | P     | František Plánička |
|    | Cecoslovacchia (bandiera) | P     | Josef Štaplík      |
|    | Cecoslovacchia (bandiera) | D     | Karel Čipera       |
|    | Cecoslovacchia (bandiera) | D     | Zdeněk Kummermann  |
|    | Cecoslovacchia (bandiera) | D     | Emil Seifert       |
|    | Austria (bandiera)        | C     | Franz Czernicky    |
|    | Cecoslovacchia (bandiera) | C     | Josef Pleticha     |
|    | Cecoslovacchia (bandiera) | C     | Adolf Šimperský    |

| N. |                           | Ruolo | Calciatore        |
| -- | ------------------------- | ----- | ----------------- |
|    | Cecoslovacchia (bandiera) | C     | Antonín Vodička   |
|    | Cecoslovacchia (bandiera) | A     | Karel Bejbl       |
|    | Cecoslovacchia (bandiera) | A     | Koloman Bobor     |
|    | Cecoslovacchia (bandiera) | A     | Bohumil Joska     |
|    | Rep. Ceca (bandiera)      | A     | Josef Kratochvíl  |
|    | Rep. Ceca (bandiera)      | A     | Antonín Puč       |
|    | Rep. Ceca (bandiera)      | A     | Jindřich Šoltys   |
|    | Rep. Ceca (bandiera)      | A     | František Svoboda |